# Caparroso
Caparroso település Spanyolországban, Navarra autonóm közösségben. Caparroso Villafranca, Marcilla, Olite, Murillo El Cuende és Bardenas Reales községekkel határos. Lakosainak száma 2861 fő (2024).

## Népesség
A település népessége az elmúlt években az alábbi módon változott:
| Lakosok száma | 2433 | 2489 | 2602 | 2717 | 2791 | 2794 | 2677 | 2766 | 2784 | 2861 |
|               | 2001 | 2004 | 2006 | 2009 | 2011 | 2014 | 2016 | 2019 | 2021 | 2024 |